# Wolkenstein (Erzgebirge)
Wolkenstein település Németországban, azon belül Szászország tartományban. Lakosainak száma 3821 fő (2023. december 31.). Wolkenstein Drebach és Großolbersdorf községekkel határos.

## Népesség
A település népességének változása:
| Lakosok száma | 3898 | 3907 | 3879 | 3837 | 3821 |
|               | 2017 | 2019 | 2021 | 2022 | 2023 |